# اگوس مدینا
اگوس مدینا (انگلیسی: Agus Medina؛ زادهٔ ۸ سپتامبر ۱۹۹۴) بازیکن فوتبال اهل اسپانیا است.
از باشگاه‌هایی که در آن بازی کرده‌است می‌توان به باشگاه فوتبال سابادل اشاره کرد.